# ベニキジ
ベニキジ （紅雉、学名：Ithaginis cruentus）は、キジ目キジ科に分類される鳥類の一種。

## 分布
ネパール、チベット

## 形態
特徴は写真参照。

## 絶滅危惧評価
- LEAST CONCERN (IUCN Red List Ver. 3.1 (2001))
[1]

## 参照・注釈
1. ↑  Ithaginis cruentus  (Species Factsheet by BirdLife International)